# Oncidium citrinum
Oncidium citrinum là một loài phong lan có ở Colombia tới Trinidad.